# Mourik
Mourik is een Nederlands bouwbedrijf, het bedrijf heeft ca. 2000 werknemers en is gevestigd in Groot Ammers. Het bedrijf is actief op het gebied van infrastructuur, industriebouw, utiliteitsbouw, milieutechniek en projectontwikkeling.
Naast Nederland is Mourik actief op Aruba, in België, Brazilië, Duitsland, Italië, Saudi-Arabië, Spanje, Thailand, Venezuela, het Verenigd Koninkrijk en de Verenigde Staten. Qua omzet neemt Mourik de 10e plaats in binnen de top 10 van de Nederlandse bouwbedrijven.

## Omzet- en winstgeschiedenis
| Jaar | KW | Omzet         | Winst              |
| ---- | -- | ------------- | ------------------ |
| 2023 |    | € 647 miljoen | € 17,5 miljoen     |
| 2022 |    | € 532 miljoen | € 8,0 miljoen      |
| 2021 |    | € 469 miljoen | € 28,0 miljoen     |
| 2020 |    | € 470 miljoen | € 2,8 miljoen      |
| 2019 |    | € 476 miljoen | € 11,5 miljoen     |
| 2018 |    | € 460 miljoen | -/- € 10,7 miljoen |
| 2017 |    | € 441 miljoen | € 5,3 miljoen      |
| 2016 |    | € 450 miljoen | € 1,3 miljoen      |
| 2015 |    | € 475 miljoen | € 9,6 miljoen      |
| 2014 |    | € 430 miljoen | € 7,3 miljoen      |
| 2013 |    | € 468 miljoen | € 13,7 miljoen     |
| 2012 |    | € 475 miljoen | € 12,1 miljoen     |
| 2011 |    | € 416 miljoen | € 12,2 miljoen     |
| 2010 |    | € 409 miljoen | € 12,0 miljoen     |
| 2009 |    | € 385 miljoen | € 12,4 miljoen     |
| 2008 |    | € 415 miljoen | € 18,5 miljoen     |
| 2007 |    | € 370 miljoen | € 18,2 miljoen     |
| 2006 |    | € 312 miljoen | € 17,3 miljoen     |
| 2005 |    | € 328 miljoen | € 9,7 miljoen      |
| 2004 |    | € 300 miljoen | € 7,6 miljoen      |
| 2003 |    | € 275 miljoen | € 6,7 miljoen      |